# حصان بلا اسم (أغنية)
حصان بلا اسم (بالإنجليزية: A Horse with No Name)‏ أغنية لفريق الروك والفلكلور الأمريكي المسمى «أمريكا America»، وهو فريق ثلاثي (ديوي بونيل وجيري بيكلي ودان بيك) تكون عام 1970. كتب الأغنية ديوي بونيل، وكانت الأغنية المنفردة الأولى والأكثر نجاحًا للفريق، والتي صدرت في أواخر عام 1971 في أوروبا وأوائل عام 1972 في الولايات المتحدة، وتصدرت قوائم أفضل الأغاني في كندا وفنلندا والولايات المتحدة. اعتمدتها جمعية صناعة التسجيلات الأمريكية كأسطوانة ذهبية.

## تطور إصدار الأغنية
تم تشكيل فريق «أمريكا» في إنجلترا، وتكون من ثلاثة من أبناء الجنود الأمريكيين الذين تمركزوا هناك. كتب الأغنية المغني الرئيسي ديوي بونيل عندما كان في التاسعة عشرة من عمره. صدر الألبوم الأول للفريق والذي يحمل عنوان «أمريكا» لأول مرة في أوروبا، ولم يتضمن الألبوم أغنية «حصان بلا اسم»، وحقق نجاحًا معتدلًا. بدأ أعضاء الفريق يفكرون في أغنية تصدر كأغنية منفردة من الألبوم، فكروا في أغنية «أنا أحتاجك»، لكنهم قرروا كتابة أغنية جديدة بدلاً من ذلك. عادت المجموعة إلى الاستوديو وسجلت أغنية «حصان بلا اسم» التي كتبها بونيل، وصدرت كأغنية فردية في المملكة المتحدة، واحتلت المركز الثالث في يناير 1972، مما دفع شركة وارنر براذرز إلى إصدار الأغنية المنفردة في الولايات المتحدة وإصدار الألبوم مع تضمين الأغنية. في 25 مارس، صعدت الأغنية الفردية والألبوم إلى المركز الأول في الولايات المتحدة؛ بقيت الأغنية في الصدارة لمدة ثلاثة أسابيع، والألبوم خمسة أسابيع.
كانت الأغنية في الأصل بعنوان «أغنية الصحراء»، حيث كتبها بونيل بناءً على مشهد الصحراء الذي واجهه عندما كان والده متمركزًا في قاعدة للقوات الجوية في مقاطعة سانتا باربرا بولاية كاليفورنيا. تحكي الأغنية حكاية غامضة إلى حد ما عن رحلة عبر الصحراء، في حين أن المناظر الطبيعية لا ترحم، يجد المغني أيضًا الراحة في هذا السيناريو، ووفقًا لديوي بونيل، يمثل «الحصان» وسيلة للعبور إلى مكان يسوده الهدوء، وأفضل تمثيل لهذا المكان الهادئ هو الصحراء، التي بدت جيدة بالنسبة له عندما كان عالقًا في إنجلترا الممطرة، وبالنسبة إلى سبب عدم وجود اسم للحصان ولماذا تم إطلاق سراحه بعد تسعة أيام، لم يكن لدى بونيل أي إجابات (يبدو أن تفسيرات المستمعين المختلفة أكثر سخونة من أي معنى قصده الكاتب).

## طاقم العزف والتسجيل
فريق «أمريكا»
ديوي بونيل: غناء رئيسي وجيتار صوتي (أكوستك)
جيري بيكلي: جيتار صوتي (12 وتر) وغناء مساعد
دان بيك: جيتار باس وغناء مساعد
موسيقيون الاستوديو
راي كوبر: إيقاع
كيم هاورث: طبول

## كلمات الأغنية
في الجزء الأول من الرحلة On the first part of the journey
كنت أنظر إلى كل الحياة I was looking at all the life
كانت هناك نباتات وطيور وصخور وأشياء There were plants and birds and rocks and things
كان هناك رمال وتلال وحلقات There was sand and hills and rings
أول شيء قابلته كان ذبابة مع طنين The first thing I met was a fly with a buzz
سماء بلا غيوم And the sky with no clouds
كانت الحرارة حارة والأرض جافة The heat was hot and the ground was dry
لكن الهواء كان يملؤه الصوت But the air was full of sound
لقد مررت بالصحراء على حصان بلا اسم I've been through the desert on a horse with no name
تشعر بالإرتياح لأنك بعيدًا عن المطر It felt good to be out of the rain
في الصحراء يمكنك تذكر اسمك In the desert you can remember your name
لانه لا يوجد أحد يسبب لك الألم Cause there ain't no one for to give you no pain’
لا، لا، لا، لا، لا، لا La, la, la, la, la, la
لا، لا، لا، لا، لا la, la, la, la, la
بعد يومين في شمس الصحراء After two days in the desert sun
بدأت بشرتي تتحول إلى اللون الأحمر My skin began to turn red
بعد ثلاثة أيام في متعة الصحراء After three days in the desert fun
كنت أنظر إلى قاع النهر I was looking at a river bed
والقصة التي تروى عن نهر يجري And the story it told of a river that flowed
جعلتني حزينًا لظني أنه مات Made me sad to think it was dead
ترى أنني مررت بالصحراء على حصان بلا اسم You see I've been through the desert on a horse with no name
تشعر بالإرتياح لأنك بعيدًا عن المطر It felt good to be out of the rain
في الصحراء يمكنك تذكر اسمك In the desert you can remember your name
لانه لا يوجد أحد يسبب لك الألم Cause there ain't no one for to give you no pain'
لا، لا، لا، لا، لا، لا La, la, la, la, la, la
بعد تسعة أيام تركت الحصان يركض حراً After nine days I let the horse run free
لان الصحراء تحولت إلى بحر Cause the desert had turned to sea'
كانت هناك نباتات وطيور وصخور وأشياء There were plants and birds and rocks and things
كان هناك رمال وتلال وحلقات there was sand and hills and rings
المحيط صحراء مع حياة تحت الأرض The ocean is a desert with it's life underground
وخداع متقن أعلاه And a perfect disguise above
تحت المدن يوجد قلب من أرض Under the cities lies a heart made of ground
لكن البشر لن يعطوا أي حب But the humans will give no love
ترى أنني مررت بالصحراء على حصان بلا اسم You see I've been through the desert on a horse with no name

## أستقبال الأغنية
حظرت بعض المحطات الأذاعية الأغنية مثل محطة «دابليو اتش بي WHB» في مدينة كانساس سيتي، بسبب تلميحات في كلمات الأغنية عن المخدرات واستخدام الهيروين (حيث ان كلمة الحصان هو مصطلح عام شائع للهيروين).
صعدت الأغنية إلى المركز الأول على قائمة البيلبورد وسرعان ما وصل الألبوم إلى مرتبة البلاتين. صعدت إلى رقم المركز الرابع في أيرلندا، والمركز 11 في هولندا، وفي المملكة المتحدة صعدت إلى المركز الثالث، وكانت الأغنية الوحيدة للفريق التي حققت نجاحًا في المملكة المتحدة مقارنة بما كانت عليه في الولايات المتحدة.
أثار تشابه الأغنية مع بعض أعمال المغني وكاتب الأغاني نيل يونج  بعض الجدل. يقول كاتب الأغنية ديوي بونيل: «أعلم أن الجميع تقريبًا، في جلسة الاستماع الأولى، افترضوا أنه نيل... لم أخجل أبدًا من حقيقة أنه كان مصدر إلهام لي، أعتقد أنه في هيكل الأغنية بقدر ما هو في نبرة صوته. لقد آلمني ذلك قليلاً، لأننا تلقينا بعض ردود الفعل السيئة بسبب ذلك».
تعرضت الأغنية لانتقادات بسبب كلماتها، ومنها "الحر كان حارًا " و "كانت هناك نباتات وطيور وصخور وأشياء" و "لانه لا يوجد أحد يسبب لك الألم" رفض المغني وكاتب الأغاني راندي نيومان أغنية "حصان بلا اسم"، قائلًا إن الأمر يبدو كما لو كان "يتحدث عن طفل يعتقد أنه تناول حمضًا، وسأل بن جيليت الفريق عن كلماتها مثل "كانت هناك نباتات وطيور وصخور وأشياء" وحسب جيليت، فإن تفسيرهم للكلمات هو أنهم كانوا تحت تأثير المخدرات أثناء كتابتها. في مقابلة عام 2012، عارض بيكلي قصة جيليت، قائلاً: "لا أعتقد أن ديوكان تحت تأثير المخدرات."
حققت الأغنية المنفردة مبيعات تجاوزت 50000 نسخة في أستراليا، لتكون مؤهلة للحصول على قرص ذهبي.

## وصلات خارجية
https://www.youtube.com/watch?v=Mh1Q73U9PPs حصان بلا اسم (أغنية)
https://www.venturahighway.com/ حصان بلا اسم (أغنية)
https://www.songfacts.com/facts/america/a-horse-with-no-name حصان بلا اسم (أغنية)